# Cryptolepis angolensis
Cryptolepis angolensis là một loài thực vật có hoa trong họ La bố ma. Loài này được Welw. ex Hiern mô tả khoa học đầu tiên năm 1898.